# Kelārābād
Kelārābād (persiska: كَلار آباد, كلار آباد) är en ort i Iran.   Den ligger i provinsen Mazandaran, i den norra delen av landet, 110 km norr om huvudstaden Teheran. Antalet invånare är 5 457.
Terrängen runt Kelārābād är varierad. Runt Kelārābād är det ganska tätbefolkat, med 80 invånare per kvadratkilometer. Närmaste större samhälle är Chālūs, 15,6 km öster om Kelārābād. Trakten runt Kelārābād består till största delen av jordbruksmark.